# Alkalmi randevú
Az Alkalmi randevú (eredeti cím: Holidate) 2020-ban bemutatott amerikai romantikus filmvígjáték, melyet Tiffany Paulsen forgatókönyvéből John Whitesell rendezett. A főbb szerepekben Emma Roberts, Luke Bracey, Jake Manley, Jessica Capshaw, Andrew Bachelor, Frances Fisher, Manish Dayal és Kristin Chenoweth látható.
2020. október 28-án mutatták be a Netflixen.

## Cselekmény
Két idegen megelégeli, hogy szingliként tölti az ünnepeket. Megbeszélik, hogy egész évben egymás plátói kísérői lesznek, csók és szex nélkül, csakhogy közben valódi érzések támadnak köztük.

## Szereplők
| Szerep     | Színész              | Magyar hang        |
| ---------- | -------------------- | ------------------ |
| Sloane     | Emma Roberts         | Bogdányi Titanilla |
| Jackson    | Luke Bracey          | Fehér Tibor        |
| Abby       | Jessica Capshaw      | Kökényessy Ági     |
| Neil       | Andrew Bachelor      | Hamvas Dániel      |
| Elaine     | Frances Fisher       | Molnár Zsuzsa      |
| York       | Jake Manley          | Csiby Gergely      |
| Faarooq    | Manish Dayal         | Molnár Levente     |
| Susan néni | Kristin Chenoweth    | Haffner Anikó      |
| Peter      | Alex Moffat          | Schmied Zoltán     |
| Liz        | Cynthy Wu            | Szabó Zselyke      |
| Luc        | Julien Marlon Samani | Czető Roland       |
| Daisy      | Savannah Reina       | Engel-Iván Lili    |
| Carly      | Aimee Carrero        | Gáspár Kata        |
| Felicity   | Nicola Peltz         | Laudon Andrea      |

## A film készítése
2019 márciusában bejelentették, hogy Emma Roberts csatlakozik a film szereplőihez, John Whitesell lett a rendező, Tiffany Paulsen pedig a forgatókönyvíró. 2019 májusában Luke Bracey, Jake Manley, Jessica Capshaw, Andrew Bachelor, Frances Fisher, Manish Dayal és Kristin Chenoweth szerepeltetését is megerősítették. 2019 júniusában Alex Moffat csatlakozott a szereplőgárdához. McG és Mary Viola a Wonderland Sound and Vision gyártócég alatt a film producerei lettek.
A forgatás 2019 májusában kezdődött Atlantában (Georgia).
A film zenei anyagát Dan the Automator komponálta.